# Juan Delgado Sirvent
Juan Delgado Sirvent (Elda, Alicante; 1 de marzo de 1994) es un futbolista español que juega en la posición de delantero. Actualmente forma parte de la plantilla del Club de Fútbol La Nucía de la Primera Federación.

## Carrera
Se formó en las categorías inferiores del Valencia, de cuyo equipo filial dio el salto al segundo equipo del Celta de Vigo. Sería internacional con la selección española en las categorías inferiores.
En la temporada 2014-15 recala en el Levante, en cuyo equipo filial milita durante dos temporadas.
Delgado hizo su debut con el primer equipo del Levante UD el 6 de enero de 2015, sustituyendo a Rafael Martins en el minuto 80 de partido frente al Málaga CF en partido de la Copa del Rey, que el conjunto valenciano perdería por 0-2.
En enero de 2017, el delantero se convierte en el segundo refuerzo del Hércules CF en el mercado invernal, en calidad de cedido por el Levante UD, en cuyo equipo filial ha jugado la primera vuelta de la temporada.
En la temporada 2019-20, finaliza su contrato con el Atlético Levante Unión Deportiva y firma por el Barakaldo Club de Fútbol de la Segunda División B de España.
En la temporada 2020-21, firma por el UE Olot de la Segunda División B de España.
En la temporada 2021-22, firma por el CD Ibiza de la Segunda Federación, donde anotó 17 goles.
En la temporada 2022-23, se compromete con el CE Sabadell de la Primera Federación.
El 11 de enero de 2023, firma por el Club de Fútbol La Nucía de la Primera Federación.

## Clubes
| Club                        | País   | Año           | Partidos | Goles |
| --------------------------- | ------ | ------------- | -------- | ----- |
| Valencia B                  | España | 2012-2014     | 35       | 2     |
| Real Club Celta de Vigo "B" | España | 2014          | 6        | 0     |
| Levante UD B                | España | 2014-2017     | 70       | 20    |
| Levante UD                  | España | 2017          | 18       | 1     |
| Hércules CF (cedido)        | España | 2017          | 15       | 2     |
| Levante UD B                | España | 2017-2019     | 33       | 5     |
| Barakaldo Club de Fútbol    | España | 2019-2020     | 24       | 5     |
| UE Olot                     | España | 2020-2021     | 30       | 6     |
| CD Ibiza                    | España | 2021-2022     | 34       | 17    |
| CE Sabadell                 | España | 2022          | 13       | 2     |
| Club de Fútbol La Nucía     | España | 2023-Presente |          |       |